# Надежда (Могилёвская область)
Надежда (бел. Надзежда) — деревня в составе Каменского сельсовета Чаусского района Могилёвской области Республики Беларусь.

## Население
- 2010 год — 11 человек